# Кузано-Міланіно
Кузано-Міланіно (італ. Cusano Milanino) — муніципалітет в Італії, у регіоні Ломбардія,  метрополійне місто Мілан.
Кузано-Міланіно розташоване на відстані близько 490 км на північний захід від Рима, 10 км на північ від Мілана.
Населення — 18 991 особа (2014).
Щорічний фестиваль відбувається 11 листопада. Покровитель — святий Мартин.

## Демографія
Населення за роками:

Станом на 1 січня 2023 року в муніципалітеті офіційно проживали 1574 іноземці з 70 країн, серед них 456 громадян країн Євросоюзу та 144 громадяни України.

## Уродженці
- Роберто Ловаті (*1927 — †2011) — італійський футболіст, воротар, воротар, згодом — футбольний тренер.

- Джованні Трапаттоні (*1939) — відомий у минулому італійський футболіст, півзахисник, згодом — футбольний тренер.

## Сусідні муніципалітети
- Брессо
- Чинізелло-Бальсамо
- Кормано
- Падерно-Дуньяно